# Engracia (nombre)
Engracia es un nombre propio femenino de origen latino en su variante en español. Procede del latino Ingratia, de in gratia, «la que está en la gracia (del Señor)».

## Santoral
16 de abril: Santa Engracia, virgen y mártir en Zaragoza (303).

## Variantes
| Variantes en otras lenguas | Variantes en otras lenguas |
| -------------------------- | -------------------------- |
| Español                    | Engracia                   |
| Catalán                    | Engràcia                   |
| Checo                      | Engrácie                   |
| Euskera                    | Ingartze, Geaxi, Garazi    |
| Francés                    | Engrâce                    |
| Inglés                     | Engratia                   |
| Italiano                   | Engrazia                   |
| Latín                      | Ingratia                   |
| Portugués                  | Engrácia                   |